# Pedro Rodríguez de la Vega
Pedro Rodríguez de la Vega, född 18 januari 1940 Mexico City, 
död 11 juli 1971 i Nürnberg i Tyskland, var en mexikansk racerförare. Han var bror till racerföraren Ricardo Rodriguez och de båda var de första bröderna som tävlade i formel 1 samtidigt. 

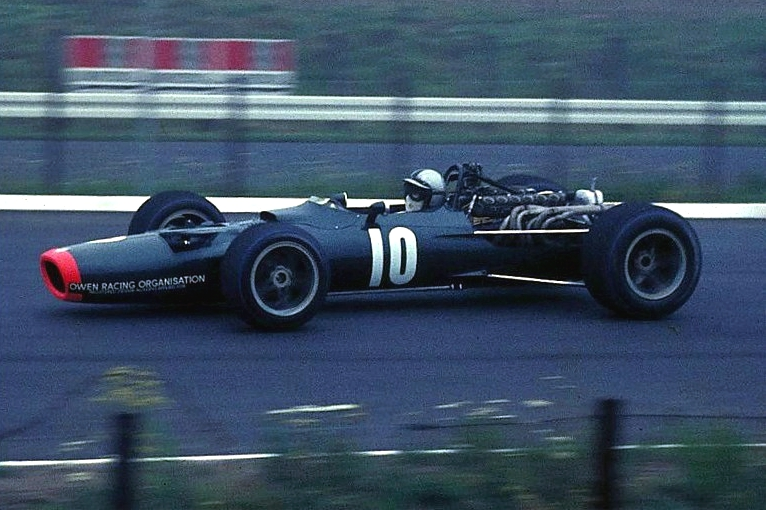
Pedro Rodriguez i BRM under träning i.

## Racingkarriär
Rodriguez tävlade i formel 1 för ett antal olika stall under 1960-talet och början av 1970-talet. Han kom som bästa sexa i förarmästerskapet 1967 och 1968 då han körde för Cooper respektive BRM. Rodriguez ansågs under sin tävlingskarriär vara den snabbaste tävlingsföraren under regniga förhållanden och utklassade inte sällan andra förare under sådana tävlingar om hans bil höll. Han var en skicklig "allroundförare" som körde CanAm, NASCAR, rally och till och med isracing. Rodriguez vann Le Mans 1968 i VM för sportvagnar i en Ford GT 40 med John Wyer-Gulf Racingteam stallet tillsammans med sin co driver Lucien Bianchi och han hann med att vinna ett flertal tävlingar med Porsche 917 då kontrakterad av Porsche och Wyer-Gulf Porsche team under sportvagns VM 1970 och 1971. Han hjälpte därmed Porsche att vinna sportvagns VM dessa två år med god marginal. 
Han omkom under ett sportvagnslopp på Norisring i Tyskland 11 juli 1971 då han körde en Ferrari 512M för sin gode vän Herbert Muller racing.

## F1-karriär
| Säsong                | Stall/Tillverkare         | Placering             | Lopp | Poäng | Etta | Tvåa | Trea | Pole | Varv |
| --------------------- | ------------------------- | --------------------- | ---- | ----- | ---- | ---- | ---- | ---- | ---- |
| 1963                  | Lotus-Climax              | -                     | 2    |       |      |      |      |      |      |
| 1964                  | Ferrari                   | 19                    | 1    | 1     |      |      |      |      |      |
| 1965                  | Ferrari                   | 14                    | 2    | 2     |      |      |      |      |      |
| 1966                  | Lotus-Climax Lotus-BRM    | -                     | 3    |       |      |      |      |      |      |
| 1967                  | Cooper-Maserati           | 6                     | 8    | 15    | 1    |      |      |      |      |
| 1968                  | BRM                       | 6                     | 12   | 18    |      | 1    | 2    |      | 1    |
| 1969                  | Reg Parnell (BRM) Ferrari | 14                    | 3 5  | 3     |      |      |      |      |      |
| 1970                  | BRM                       | 7                     | 13   | 23    | 1    | 1    |      |      |      |
| 1971                  | BRM                       | 10                    | 5    | 9     |      | 1    |      |      |      |
| Sammanlagt 9 säsonger | Sammanlagt 9 säsonger     | Sammanlagt 9 säsonger | 54   | 71    | 2    | 3    | 2    | 0    | 1    |

| 1. Sydafrika 1967 2. Belgien 1970 |

| 1. Belgien 1968 2. USA 1970 3. Nederländerna 1971 |

| 1. Nederländerna 1968 2. Kanada 1968 |

### Snabbaste varv i F1-lopp
1. Frankrike 1968